# Джаквинто, Коррадо
Коррадо Доменико Николо Антонио Джаквинто (итал. Corrado Domenico Nicolò Antonio Giaquinto; 8 февраля 1703, Мольфетта, Апулия — 18 апреля 1766, Неаполь) — итальянский живописец эпохи рококо родом из Южной Италии. Работал в Риме и в Испании, в Мадриде.

## Жизнь и творчество
Коррадо Джаквинто родился 8 февраля 1703 года в семье неаполитанского портного Франческо и Анджелы Фонтана, он был пятым из восьми детей, крещён три дня спустя в соборе Мольфетты.
Родители Джаквинто готовили его для духовной карьеры, однако ломбардский монах-доминиканец, архитектор и математик, видя талант молодого человека, направил его к художественной деятельности. Считается, что первые уроки живописи Коррадо получил у местного, мольфеттского мастера Саверио Порта (этот факт оспаривается современными биографами). В марте 1721 года юноша уехал в Неаполь и продолжил обучение в Неаполе, в мастерской Франческо Солимены вместе с другими впоследствии известными живописцами: Джузеппе Бонито и Франческо де Мура).
В марте 1727 года он приехал в Рим, уже будучи независимым художником, и настолько преуспел, что открыл собственную мастерскую близ Понте Систо, в приходе Сан-Джованни-делла-Мальва, вместе со своим учеником Джузеппе Росси, который был свидетелем свадьбы мастера, состоявшейся 4 июня 1734 года, с римлянкой Катериной Агатой Сильвестри. Однако Катерина умерла при родах в возрасте 22 лет 19 февраля 1735 года; вместе с ней умер и их сын Гаспаре.
В июне 1733 года по приглашению архитектора Филиппо Юварры он отправился в Турин, где 20 сентября добавил фигуры Мадонны и ангела к алтарной картине Себастьяно Конки «Святой Иоанн Непомуцкий» в церкви Сан-Филиппо. В столице Пьемонта Джаквинто расписал потолок одной из комнат виллы делла Регина фресками «Триумф богов» (разрушенной во время Второй мировой войны), «Смерть Адониса» и «Аполлон и Дафна», а также написал «Истории из Энеиды».
Вероятно, он покинул Турин в конце 1734 года. В период между 1723 и 1753 годами Коррадо неоднократно бывал в Риме, в 1753—1761 работал в Мадриде. В 1739 году в Риме он написал «Вознесение Девы Марии» (l'Assunzione della Vergine). 
В годы пребывания в Риме в искусстве Джаквинто произошел поворот от рококо к зарождающемуся неоклассицизму, чему способствовали виденные им произведения Карло Маратты и влияние таких художников, как Помпео Батони и Пьер Сюблейра. Находясь в Риме, Джаквинто продолжал выполнять заказы Карла III Испанского, который поручил ему роспись церкви Тринита-дельи-Спаньоли на Виа Кондотти.
Впоследствии король вызвал художника  обратно в Мадрид, чтобы тот расписал обширные пространства парадной лестницы и Королевской капеллы своего дворца, где также работали такие известные мастера, как Антон Рафаэль Менгс и Джованни Баттиста Тьеполо. В 1753 году король испанский назначил его «придворным живописцем» (pittore di Camera), незадолго до назначения директором Королевской академии изящных искусств Сан-Фернандо. В те же годы Джаквинто работал над королевским дворцом Ла-Гранха, расположенным недалеко от Сеговии, и в базилике Святого Антония в Мафре, Португалия. Его влияние на испанских художников было значительным. 
В 1762 году, страдая от плохого здоровья, Джаквинто вернулся в Неаполь ко двору сына Карла Бурбонского, Фердинанда IV. Его последним крупным заказом стала серия картин для церкви Сан-Луиджи-ди-Палаццо, которую незадолго до этого отреставрировал его друг Луиджи Ванвителли.

## Галерея
- Аллегория Мира и Справедливости. Между 1753 и 1754. Холст, масло. Художественный музей Индианаполиса, США
- Триумф Галатеи. Ок. 1752. Холст, масло. Музей искусств, Милуоки, США
- Венера вручает оружие Энею. Холст, масло. Барнард-Касл, Англия
- Рождение Солнца и триумф Бахуса. 1761. Холст, масло. Прадо, Мадрид
- Отдых на пути в Египет. Между 1740 и 1742. Лувр, Париж
- Отдых на пути в Египет. Между 1764 и 1765. Холст, масло. Детройтский институт искусств, США
- Сатана перед Богом Отцом. 1750. Холст, масло. Пинакотека, Ватикан
- Поклонение волхвов. Ок. 1725. Холст, масло. Музей изящных искусств, Бостон, Массачусетс, США
- Товия и ангел. Ок. 1740. Холст, масло. Частное собрание
- Святая Маргарита Мария Алакок, созерцающая Священное Сердце Иисуса. Ок. 1765. Холст, масло. Частное собрание
- Ангел Благовещения. Музей изобразительных искусств, Будапешт